# Daphoenositta miranda
Daphoenositta miranda е вид птица от семейство Neosittidae.

## Разпространение
Видът е разпространен в Индонезия и Папуа Нова Гвинея.